# Калугин, Николай Климентьевич
Николай Климентьевич Калугин (1922—2006) — советский, российский педагог. Народный учитель СССР (1983).

## Биография
Родился 19 декабря 1922 года в селе Рассыпное (ныне Илекского района Оренбургской области).
В 1942 году окончил Чкаловское педагогическое училище. Хотел служить в Красной армии, но вместо фронта был направлен на Нижнетагильский танковый завод, где работал военпредом по приему танков. За работу в военное время был награжден медалью «За боевые заслуги».
После войны вернулся к своей гражданской специальности. В 1950 году заочно окончил Оренбургский педагогический институт и через некоторое время стал директором Дедуровской средней школы в Оренбургском районе, проработав на этой должности 50 лет. Руководимая им школа была удостоена премии Ленинского комсомола (1970) и награждена золотой медалью ВДНХ СССР.
Делегат II съезда учителей.
Автор книги «Золотые зерна дружбы» и более 70 статей на педагогические темы.
О школе и её директоре было создано два документальных фильма — «Задание на завтра» (1982) и «Страницы провинциальной педагогики» (1992).
Умер 23 марта 2006 года, похоронен в селе Дедуровка.

## Звания и награды
- Заслуженный учитель школы РСФСР (1961)
- Народный учитель СССР (1983)
- Орден Ленина (1971)
- Орден Октябрьской Революции (1976)
- Орден Трудового Красного Знамени (1966)
- Орден Дружбы (1996)
- Медаль «За победу над Германией в Великой Отечественной войне 1941—1945 гг.»
- Медаль «За боевые заслуги»
- Медали
- Имя Н. К. Калугина занесено в книгу Почёта Министерства просвещения РСФСР
- Почётный гражданин Оренбургского района (2002).

## Память
- В Оренбургской области учреждён переходящий приз имени Н. К. Калугина, который ежегодно присваивается лучшей школе области за успехи в трудовом обучении и воспитании.[1]
- В 2006 году в Оренбургском педагогическом колледже № 1 была открыта мемориальная доска, посвященная Н. К. Калугину.[4]